# Hotel Marriott Tiflis
El Hotel Marriott Tiflis (en georgiano: სასტუმრო „თბილისი მარიოტი“) es un hotel Marriott de lujo en Tiflis, la capital de Georgia, que fue diseñado por el arquitecto de origen armenio Gavriil Ter-Mikelov. Situado en la Avenida 13 Rustaveli, el hotel está situado en el corazón del viejo Tiflis y es conocido por su elegante mobiliario, incluyendo un gran vestíbulo con candelabros de cristal y columnas doradas, y su gran salón de baile con capacidad para 200 personas. El hotel cuenta con 127 habitaciones y está situado cerca de algunos de los museos, galerías y teatros de Tiflis.